# 제50회 NHK 홍백가합전
《제50회 NHK 홍백가합전》(일본어: 第50回NHK紅白歌合戦 다이고짓카이에누에이치케이코하쿠우타갓센[*])는 1999년 12월 31일에 방송된 통산 50회째인 NHK 홍백가합전이다.

## 소개
스티비 원더가 홍백전 50주년을 맞아 기념곡-"A Song For Dream"을 작곡했다.

## 사회자
- 종합사회 - 미야모토 류지 아나운서
- 홍조(紅組) - 쿠보 준코 아나운서
- 백조(白組) - 18대 나카무라 칸자부로 (가부키 배우)

## 심사원
- 데지마 타케하루 : 99년 나고야혼바쇼에서 우승하여 오오제키 승급.
- 마츠시마 나나코 : TBS 텔레비전 드라마 마녀의 조건 주인공.
- 우치다테 마키코 : 2000년 상반기 연속 TV 소설 『私の青空』의 작가.
- 노무라 만사이 : 99년 NHK 교양프로그램 『課外授業 ようこそ先輩』에 출연하여 모교에서 쿄겐을 가르쳤다.
- 다무라 료코 : 이듬해 2000년 하계 올림픽 여자 48kg 이하급에 출장이 정해진 유도 선수.
- 츠가와 마사히코 : 2000년 NHK 대하드라마 『아오이 도쿠가와 삼대』에서 도쿠가와 이에야스 역.
- 쿠사부에 미츠코 : 『아오이 도쿠가와 삼대』에서 고다이인 역. 99년 자수포상 수상.
- AKU YUU : 99년 자수포상을 수상한 작사가이자 작가.
- 후쿠시마 아키코 : 99년 LPGA투어에서 2승.
- 오토타케 히로타다 : 550만부의 베스트셀러 『오체불만족』의 저자.

## 출장가수
진한 글씨는 그 해 이긴 조를 나타냄.

괄호 안의 숫자는 출장횟수를 나타냄.

### 1부
- 홍조(紅組) :
  - 모닝구무스메 (2) 〈LOVEマシーン〉
  - Hysteric Blue (1) 〈春～spring～〉
  - 시게모리 아유미·하야미 켄타로 (1) 〈だんご3兄弟〉
  - MAX (3) 〈一緒に・・・〉
  - 하라다 유리 (1) 〈津軽の花〉
  - 마츠 타카코 (2) 〈夢のしずく〉
  - 코자이 카오리 (8) 〈望郷十年〉
  - 나카무라 미츠코 (7) 〈河内酒〉
  - Kiroro (2) 〈長い間〉
  - 고다이 나츠코 (10) 〈風待ち湊〉
  - SPEED (3) 〈my graduation '99〉
  - Every Little Thing (3) 〈Over and Over〉
  - 후지 아야코 (8) 〈女のまごころ〉

- 백조(白組) :
  - DA PUMP (2) 〈We can't stop the music〉
  - Something ELse (1) 〈ラストチャンス〉
  - 토바 이치로 (12) 〈足摺岬〉
  - GLAY (3) 〈サバイバル〉
  - 요시 이쿠조 (14) 〈冬の酒〉
  - 19 (1) 〈あの紙ヒコーキ　くもり空わって〉
  - 야마카와 유타카 (7) 〈アメリカ橋〉
  - 사이죠 히데키 (16) 〈バイラモス〉
  - 호리우치 타카오 (12) 〈続・竹とんぼ～青春（ゆめ）のしっぽ～〉
  - TOKIO (6) 〈愛の嵐〉
  - 고다이고 (3) 〈ビューティフル・ネーム〉
  - 가야마 유조 (14) 〈君といつまでも〉
  - 마에카와 키요시 (9) 〈東京砂漠〉

### 2부
- 홍조(紅組) :
  - 하마사키 아유미 (1) 〈Boys&Girls〉
  - 스즈키 아미 (1) 〈BE TOGETHER〉
  - 아무로 나미에 (5) 〈RESPECT the POWER OF LOVE〉
  - globe (3) 〈You are the one〉
  - 야시로 아키 (21) 〈舟唄〉
  - 나가야마 요코 (5) 〈さだめ雪〉
  - 가와나카 미유키 (12) 〈君影草～すずらん～〉
  - 마츠다 세이코 (13) 〈SWEET MEMORIES〉
  - 사카모토 후유미 (12) 〈風に立つ〉
  - 고바야시 사치코 (21) 〈やんちゃ酒〉
  - 유키 사오리·야스다 사치코 (8) 〈故郷〉
  - 이시카와 사유리 (22) 〈天城越え〉
  - 덴도 요시미 (4) 〈川の流れのように〉
  - 와다 아키코 (23) 〈あの鐘を鳴らすのはあなた〉

- 백조(白組) :
  - 야엔 (1) 〈Be cool!〉
  - L'Arc~en~Ciel (2) 〈HEAVEN'S DRIVE〉
  - SMAP (9) 〈Fly〉
  - Sans Filtre (1) 〈Yei Yei〉
  - 카구야히메 (1) 〈神田川〉
  - 호소카와 타카시 (25) 〈櫻の花の散るごとく〉
  - 미카와 켄이치 (16) 〈永遠にバラの時を〉
  - 고 히로미 (20) 〈GOLDFINGER'99〉
  - 미나미 하루오 (31) 〈元禄名槍譜 俵星玄蕃〉
  - 사다 마사시 (11) 〈奇跡～大きな愛のように～〉
  - 모리 신이치 (32) 〈おふくろさん〉
  - 타니무라 신지 (13) 〈昴－すばる－〉
  - 이츠키 히로시 (29) 〈夜空〉
  - 키타지마 사부로 (36) 〈まつり〉